# Ferrovia Barcellona - Latour-de-Carol
La ferrovia Barcellona - Latour-de-Carol (in spagnolo Línea Barcelona - Latour-de-Carol) è un'importante linea ferroviaria posta nel nord-est della Spagna che collega importanti città quali Barcellona, Vic, Ripoll e Latour-de-Carol. La ferrovia, che assieme alla linea francese Portet-Saint-Simon - Puigcerdà costituisce la relazione ferroviaria transpirenaica orientale, attraversa le campagne spagnole e valica il confine franco-spagnolo nei pressi di Puigcerdà, raggiungendo la rete SNCF nella stazione di Latour-de-Carol.

## Storia
La ferrovia è stata aperta a tratte dal 1854 al 1928.
La linea fu elettrificata in corrente continua a 3000 V.

## Percorso
|  | Unknown route-map component "tCONTg@G" |

|  | Unknown route-map component "tBHF" |

|  | Unknown route-map component "tBS2+l" | Unknown route-map component "tBS2+r" |

|  | Unknown route-map component "tSTR" | Unknown route-map component "tHST" |

|  | Unknown route-map component "tSTR" | Unknown route-map component "tHST" |

|  | Unknown route-map component "tSTR" | Unknown route-map component "tBHF" |

|  | Unknown route-map component "tSTR" | Unknown route-map component "tSTR" |

|  | Unknown route-map component "tSTRe" | Unknown route-map component "tBHF" |

| Unknown route-map component "KBHFaq" | Unknown route-map component "ABZgr" | Unknown route-map component "tSTR" |

| Unknown route-map component "CONTgq" | Unknown route-map component "ABZgr" | Unknown route-map component "tSTRe" |

|  | Station on track | Straight track |

|  | Straight track | Stop on track |

|  | Unknown route-map component "ABZgl" | Unknown route-map component "ABZg+r" |

|  | Straight track | Stop on track |

| Unknown route-map component "CONTgq" | One way rightward | Straight track |

|  |  |  | Unknown route-map component "ABZgl" | Unknown route-map component "CONTfq" |

|  | Unknown route-map component "BS2c2" | Unknown route-map component "BS2r" |

|  |  | Station on track |

|  |  | Station on track |

|  | Unknown route-map component "CONTgq" | Unknown route-map component "KRZu" | Unknown route-map component "CONTfq" |

|  |  | Stop on track |

|  |  | Stop on track |

|  |  | Stop on track |

|  |  | Station on track |

|  |  | Unknown route-map component "eHST" |

|  |  | Stop on track |

|  |  | Station on track |

|  |  | Station on track |

|  |  | Station on track |

|  |  | Station on track |

|  |  | Station on track |

|  |  | Unknown route-map component "tHSTa@f" |

|  |  | Unknown route-map component "tBHFea" |

|  |  | Unknown route-map component "tHSTe@g" |

|  |  | Stop on track |

|  |  | Station on track |

|  |  | Stop on track |

|  |  | Station on track |

|  |  | Station on track |

|  | Unknown route-map component "exCONTgq" | Unknown route-map component "eABZgr" |  |

|  |  | Stop on track |

|  |  | Unknown route-map component "eHSTSHI1l" |

|  |  | Unknown route-map component "umvKBHFa-BHF" |

|  | Unknown route-map component "uCONTgq" | Unknown route-map component "umvSTRr-SHI1r" |  |

|  |  | Stop on track |

|  |  | Stop on track |

|  |  | Stop on track |

|  |  | Stop on track |

|  |  | Unknown route-map component "eHST" |

|  |  | Unknown route-map component "vBHF-exKBHFa" | Unknown route-map component "d" |

|  |  | Unknown route-map component "xvÜWB" | Unknown route-map component "d" |

| Unknown route-map component "d" | Unknown route-map component "ud-CONTgq" + Unknown route-map component "GRZl" | Unknown route-map component "ud-STR+r" | Unknown route-map component "evGRENZE" |

| 164+708 |
| 50+821  |

|  | Unknown route-map component "udKBHFe-L" | Unknown route-map component "dKBHFxa-M" | Unknown route-map component "dKBHFe-R" |

|  |  | Continuation forward |